# Serra del Bou
La Serra del Bou és una serra situada al municipi de Lleida a la comarca del Segrià, amb una elevació màxima de 210,4 metres.